# گوانیکا، پورتوریکو
گوانیکا (به انگلیسی: Guánica) یک منطقهٔ مسکونی در ایالات متحده آمریکا است که در پورتوریکو واقع شده‌است. گوانیکا ۱۳۸٫۳۵ کیلومتر مربع مساحت و ۱۹٬۴۲۷ نفر جمعیت دارد.